# 今川未徠
今川 未徠（いまがわ みらい、1995年12月28日 - ）は、日本のプロボクサー。千葉県木更津市出身。敬愛大学卒。
2017年度スーパーフライ級全日本新人王。JB SPORTSボクシングジムに所属。